# Lupinus andersonii
Lupinus andersonii är en ärtväxtart som beskrevs av Sereno Watson. Lupinus andersonii ingår i släktet lupiner, och familjen ärtväxter. Inga underarter finns listade i Catalogue of Life.